# Остролодочник железистый
Остролодочник железистый (лат. Oxytropis glandulosa) — вид растений рода Остролодочник (Oxytropis) семейства Бобовые (Fabaceae), растущий на прибрежных песках, галечниках и солонцеватых лугах.

## Ботаническое описание
Бесстебельное бугорчато-железистое растение с рыхлыми дерновинками. Листья равны или немного длиннее цветоносов, с 12—26 мутовками листочков. Прилистники перепончатые, высоко приросшие к черешку, шиловидно заострённые. Листочки линейно-продолговатые, туповатые, с редкими прижатыми волосками, снизу бугорчато-железистые.
Цветки в густых коротких, позднее удлиняющихся кистях. Чашечка трубчатая, перепончатая, черноволосистая и железисто-бугорчатая, с зубцами в 3—5 раз короче трубки. Венчик пурпурово-розовый, 22—24 мм длиной. Флаг продолговато-яйцевидный, на верхушке почти без выемки. Лодочка с остроконечием около 1 мм длиной. Бобы продолговато-ланцетные, твердокожистые, бугорчато-железистые и беловолосистые, с широкой брюшной перегородкой. 2n=32.

## Охрана
Вид включён в Красную книгу России и в Красную книгу Республики Бурятия.